# Вади-эль-Хаят (муниципалитет)
Вади-эль-Хаят (араб. وادي الحياة‎) — административный район в Ливии. Административный центр — город Аубари. Площадь — 31 485 км². Население 76 858 человек (2006 г.).

## Географическое положение
Внутри страны Вади-эль-Хаят граничит со следующими муниципалитетами:
- На севере: Вади-эш-Шати.
- На юге: Марзук.
- На востоке: Сабха.
- На западе: Гат.